# Sigma Centauri
Sigma Centauri (σ Cen, σ Centauri) é uma estrela na constelação de Centaurus. Tem uma magnitude aparente visual de 3,91, sendo visível a olho nu em locais sem muita poluição luminosa. Com base em medições de paralaxe, está localizada a aproximadamente 412 anos-luz (126 parsecs) da Terra. A essa distância, sua magnitude aparente é reduzida em 0,065 devido à extinção causada por gás e poeira.
Sigma Centauri é uma estrela de classe B da sequência principal com um tipo espectral de B2V e temperatura efetiva de 20 320 K, a qual corresponde a uma coloração azul-branca. Tem uma massa equivalente a 6,8 vezes a massa solar, raio de 4,5 raios solares e está brilhando com 1 100 vezes a luminosidade solar. Possui uma velocidade de rotação projetada rápida, de 215 km/s, conferindo à estrela um achatamento de 7%. Sua idade, estimada a partir de modelos evolucionários, é de 25,3 milhões de anos. É uma possível estrela variável do tipo Beta Cephei.
Sigma Centauri é um membro do subgrupo Centaurus Inferior-Crux da associação Scorpius–Centaurus, a associação OB mais próxima do Sol. Uma pesquisa interferométrica de 2013 detectou que Sigma Centauri é uma estrela binária. As duas estrelas do sistema possuem razão de massas de 0,37 e estão separadas por 88,11 milissegundos de arco, o que corresponde a 11,97 UA.